# 구세군 대한본영
구세군 대한본영(救世軍大韓本營)은 개신교 교파인 구세군의 대한민국 지부를 말한다.

## 역사
1907년에, 감리교 목사 출신이자 구세군의 창시자인 윌리엄 부스 대장의 일본 순회집회 때 참석했던 조선계 유학생의 요청에 따라, 1908년 10월 정령 허가두 사관이 들어와 선교한 일로부터 시작된다. 일제강점기 아래, 구세군교회는 탄압받았으며 1941년에 구세단이라는 이름으로 명칭이 바뀐 다음 1943년에 일본 제국에 의해 강제 해산되었다. 그 후 1947년에 새로운 사령관이 들어와 운영을 재개하였다. 2008년에는 구세군 100주년을 맞았다.

## 교육기관
- 목회자를 양성하는 교육기관으로는 경기도 과천시에 구세군사관학교가 있다.
- 인천광역시 부평구에 인평자동차고등학교를 운영하고 있다.
- 목회자 및 성도 훈련 기관으로 충청북도 영동군에 백화산수련원이 있다.

## 지방본영
대한민국 내의 구세군 교회는 주로 수도권 및 충청권에 집중 분포하고 있다.
- 서울지방본영 : 서울특별시 종로구 소재. 서울특별시 및 경기도 한강 이북, 강원도, 제주특별자치도 일원
- 남서울지방본영 : 경기도 안산시 소재. 서울특별시 및 경기도 한강 이남, 인천광역시 일원
- 충청지방본영 : 대전광역시 서구 소재. 대전광역시, 세종특별자치시 및 충청남도 공주시, 논산시, 금산군, 부여군 일원
- 서해지방본영 : 충청남도 서산시 소재. 충청남도 당진시, 서산시, 태안군 일원
- 충서지방본영 : 충청남도 천안시 소재. 충청남도 천안시, 아산시, 보령시, 예산군, 홍성군 일원
- 경남지방본영 : 부산광역시 북구 소재. 부산광역시, 울산광역시 및 경상남도 일원
- 경북지방본영 : 대구광역시 달서구 소재. 대구광역시 및 경상북도 일원
- 전라지방본영 : 전라북도 정읍시 소재. 광주광역시 및 전라남도, 전라북도 일원

## 계급

### 장성사관
- 대장 - 세계 구세군에서 오직 1명이 존재한다.
- 부장 - 각 나라마다 평균 1명씩 배속된다.

### 영관사관
- 정령
- 부정령
- 참령

### 위관사관
- 정위
- 부위
- 별정위
- 사관생도

### 하사관
- 특무정교
- 정교
- 부교

### 병사
- 병사
- 예비병

## 기타
- 한국기독교총연합회, 한국교회연합에는 가입하지 않았고, 한국기독교교회협의회에만 가입했다.

## 같이 보기
- CBS기독교방송